# Castello-di-Rostino
Castello-di-Rostino é uma comuna francesa na região administrativa de Córsega, no departamento da Alta Córsega. Estende-se por uma área de 12,4 km². 